# Hedda Zinner
Pour les articles homonymes, voir Zinner.
Œuvres principales
Ahnen und Erben (1968-1973)
Hedda Zinner, née le 20 mai 1904 à Lemberg en Autriche-Hongrie et morte le 4 juillet 1994 à Berlin en Allemagne, est une écrivaine et militante communiste allemande.

## Biographie

### Exil
Hedda Zinner, mariée à l'écrivain communiste Fritz Erpenbeck, s'exile en 1933, avec l'arrivée au pouvoir des nazis en Tchécoslovaquie avec son époux. En 1935, le couple est en URSS à Moscou. Elle publie dans les maisons d'éditions et les revues soviétiques en allemand.

### Allemagne de l'Est
Hedda Zinner retourne en Allemagne dès 1945, peu après son mari qui est un des membres du groupe Ulbricht chargé par les Soviétiques d'installer une nouvelle administration en Allemagne occupée.

### Famille

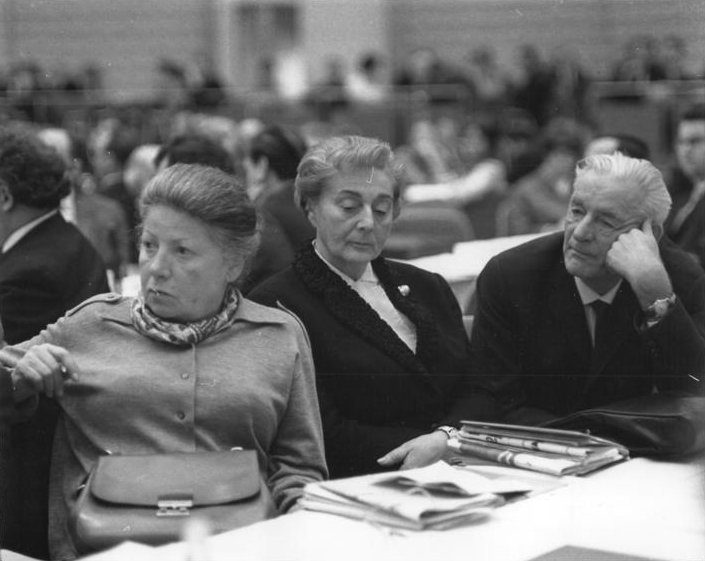
De gauche à droite, Lilly Becher, épouse de Johannes R. Becher, Hedda Zinner et Fritz Erpenbeck en 1966.

Le fils de Fritz Erpenbeck et Hedda Zinner, le scientifique John Erpenbeck, est né en 1942. La fille de ce dernier, Jenny Erpenbeck, née en 1967, est romancière.

## Ouvrages
- Unter den Dächern, Moscou, 1936 (poésies)
- Das ist geschehen, Moscou, 1936 (poésies)
- Kaffeehaus Payer, Berlin, 1945 (théâtre)
- Fern und nah, Weimar, 1947 (poésies)
- Lützower, 1955 (théâtre)
- General Landt, 1959 (théâtre)
- Ahnen und Erben, Berlin-Est, 1968-1973 (trilogie romanesque)
- Selbstbefragung, Berlin, 1989 (mémoires)

### Sources
- (de) Notice biographique, Bundesstiftung zur Aufarbeitung der SED-Diktatur
- (de) Wilhelm Sternfeld, Eva Tiedemann, Deutsche Exil-Litteratur 1933-1945, Heidelberg, Verlag Lambert Schneider, 1970 (2e édition augmentée)